# BAZ-A079

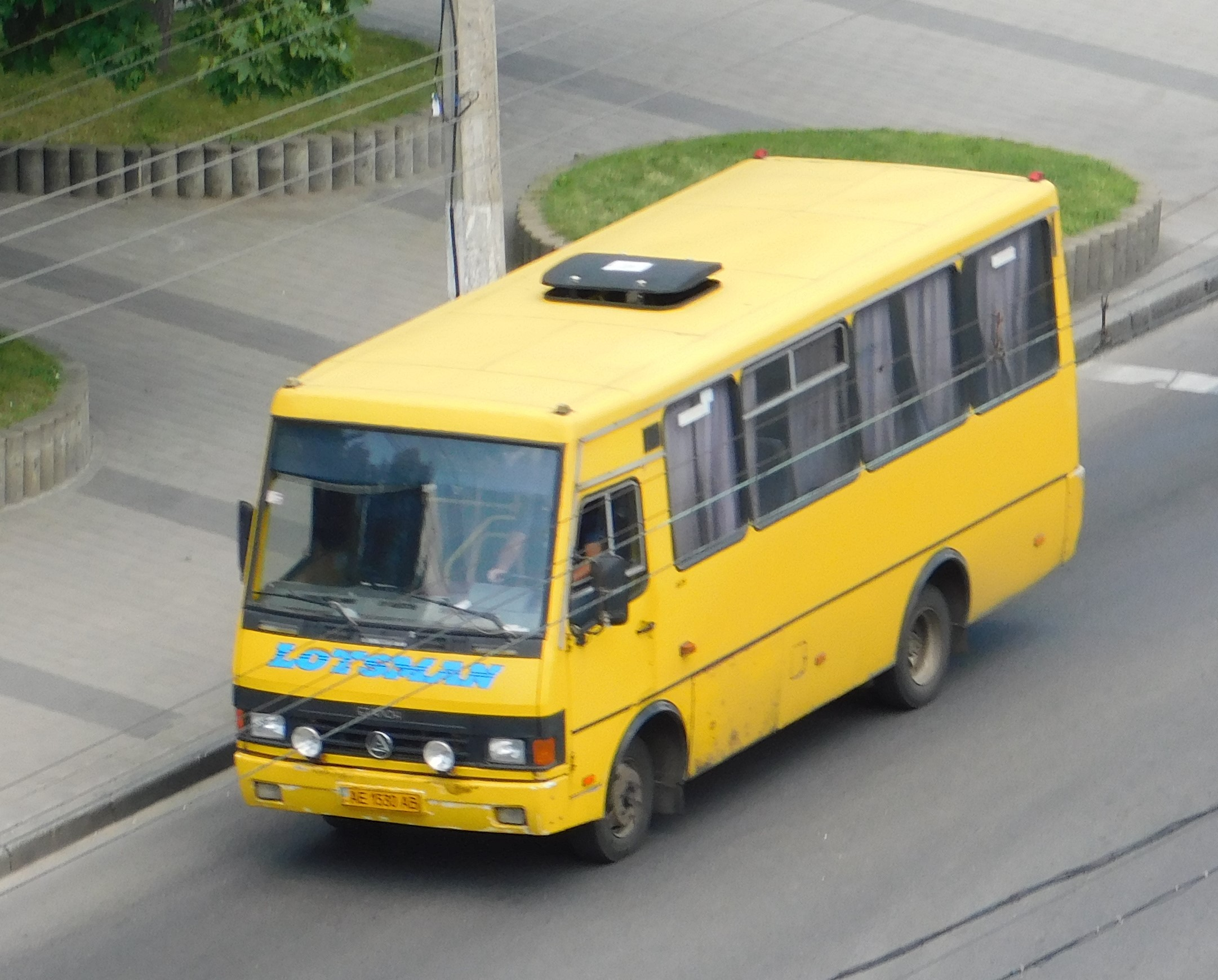
BAZ-A079

BAZ-A079(우크라이나어: БАЗ-А079)는 우크라이나에서 도시와 교외, 교외 상업 버스 노선에서 승객을 수송할 수 있도록 설계된 소규모 버스이다. 보리스폴 자동차 공장에서 생산되었으며 다임러 라이센스 제품인 인도 타타 섀시를 기반으로 한다. 버스에는 130 마력 디젤 엔진이 장착되어 있다.
2002년 10월 1일에 우크라우토부스프롬에서 프로토타입이 처음 생산되었는데 설계 당시에 있던 본체의 모양, 외부 사이드 미러에서 약간의 차이가 있었다. 2003년에 우크라이나에서 열린 자동차 전시회를 통해 기존의 A079 모델을 개량한 버스가 등장했는데 해당 모델의 주요 특징으로는 축간 거리 확장, 스쿨 버스 역할 추가, 지붕에 깜빡이는 신호등 장착, 문의 개방을 유도하는 음향 신호 장치 장착, 좌석 아래쪽에 조명 장치 설치가 있다.
버스의 범위가 확대되면서 버스의 사용 범위와 수요가 증가했고 2005년 11월부터 체르니히우 자동차 공장에서 처음 생산되었다. 2006년에는 유로-2 엔진으로, 2009년에는 유로-3 엔진으로 전환되었고 2012년에는 유로-4 엔진으로 전환되었다.

## 사양
- 중량: 4.75 ~ 5.54 기어
- 전체 중량: 7.73 ~ 7.98t
- 최대 속도 90km/h
- 수용 인원
  - 좌석 기준: 20 ~ 28명
  - 전체 수용 인원 (1m2당 8명): 28 ~ 40명
- 전체 길이: 7,150 ~ 8,140mm
- 전체 너비: 2,260mm
- 전체 높이: 2,880mm
- 축간 거리: 3,800 ~ 4,550mm
- 엔진 유형: 디젤 엔진
- 엔진 형식: 타타-697 유로-1, 타타-697 유로-2, 타타-697 유로-3
- 조종 장치: 파워 스티어링
- 전력: 95.7 ~ 101.5 kW